# Le Gone du Chaâba (film)
Cet article concerne le film de Christophe Ruggia. Pour le roman dont il est adapté, voir Le Gone du Chaâba.
Pour les articles homonymes, voir Le Gone du Chaâba.
Pour plus de détails, voir Fiche technique et Distribution.
Le Gone du Chaâba est un  film franco-algérien réalisé par Christophe Ruggia sorti en 1997, adapté du livre autobiographique d'Azouz Begag.

## Synopsis
Adapté du livre autobiographique d’Azouz Begag, ce film raconte l’enfance d'Omar (nom donné à Azouz dans le film) dans un bidonville de la banlieue lyonnaise de 1963. Le mot « gone » est un mot du patois lyonnais désignant les enfants. Le Chaâba (ou bidonville) est un ensemble d’habitations précaire sans hygiène et misérable, mais où il règne tout de même l’entraide, la fraternité et la solidarité. Le film développe la vie quotidienne des immigrés, le racisme et la xénophobie, le rôle de l’école dans l’intégration... Mais il souligne aussi les différences entre les modes de vies, les disparités des richesses,,.

## Fiche technique
- Titre : Le Gone du Chaâba
- Réalisation : Christophe Ruggia
- Scénario : Christophe Ruggia, d'après le roman d'Azouz Begag
- Musique : Safy Boutella
- Sociétés de production : Les Films du Jour, Doriane Film Vertigo Productions
- Pays :  France,  Algérie
- Langues : français, arabe
- Genre : comédie dramatique
- Durée : 96 minutes
- Date de sortie : 1997 (festival international du film d'Amiens), 14 janvier 1998

## Distribution
- Bouzid Negnoug : Omar, le personnage principal du film
- Nabil Ghalem : Hacène, le cousin et meilleur ami d'Omar
- Galamelah Laggra : Farid, le grand frère d'Omar
- Mohamed Fellag : Bouzid, le père d'Omar
- François Morel : Monsieur Grand, le maître d'école de la classe d'Omar
- Kenza Bouanika : Zohra, la grande sœur d'Omar
- Amina Medjoubi : Messaouda, la mère d'Omar
- Sonia Ayadi : Nadia, la copine de la sœur d'Omar
- Khereddine Ennasri : Rabah
- Rezlan Benamar : Saïda
- Rabah Benamar : Idriss
- Abdelkarim Chebel : Sélim
- Ali Bellakhal : Nasser
- Sofiane Abbas : Kamel
- Lounès Tazairt : Saïd

## Nominations
- Festival de Cannes Junior 1997 : Grand prix